# Schindler Holding
Schindler Holding Ltd. er en schweizisk multinational producent af rulletrapper, rullende fortove og elevatorer. Virksomheden blev etableret i Luzern i 1874. De er tilstede i over 140 lande og har over 66.000 ansatte.